# Lakeview (Teksas)
Lakeview – miasto w Stanach Zjednoczonych, w stanie Teksas, w hrabstwie Hall.